# Citroën DS3
La DS3 è una vettura compatta della fascia alta del segmento B  prodotta dalla casa automobilistica francese Citroën dal 2010 fino alla fine del 2014. Dal 2015, invece, la vettura viene commercializzata nella gamma del nuovo marchio della DS Automobiles, fino alla cessazione della sua produzione, avvenuta nel 2019.

## Storia e profilo

### Origini
All'inizio del 2009, la Casa del "double-chevron" comunicò alla stampa di voler resuscitare la storica sigla DS. Per un comprensibile equivoco, i media diedero per scontato che la Citroën avesse in mente di lanciare in produzione un'ammiraglia remake della famosa Citroën DS degli anni '50. In realtà l'intenzione era di utilizzare le lettere DS per una nuova linea di modelli più raffinati, in grado di confrontarsi ad armi pari con le piccole "premium" che tanto successo stavano ottenendo alla fine del decennio, vale a dire la Mini (rivisitata nel 2001), la nuova Fiat 500 e l'Alfa Romeo MiTo, alle quali, a partire dall'anno seguente, si sarebbe aggiunta l'Audi A1. Ben presto venne alla luce una concept che avrebbe prefigurato il primo dei modelli della linea DS. Tale concept-car era denominata DS Inside. 
Di fatto la sigla DS, nel suo nuovo utilizzo, non significa più Desirée Spéciale, come fu per la DS di oltre 50 anni prima (in tale occasione, sempre per sottolineare la connotazione unica data alla celebre ammiraglia, si era tenuto in considerazione anche il fatto che lo spelling di DS in francese si pronuncia déesse, che significa "dea"), ma Different Spirit, intendendo rimarcare la differente tendenza della nuova linea di modelli a competere con altre fette di mercato e mirando a una clientela più attenta ed esigente. La stessa filosofia progettuale della DS3 viene definita come anti-retrò, divenuto lo slogan della campagna pubblicitaria di lancio, per evidenziare ulteriormente il fatto che la vettura richiami la sigla DS solo per un motivo commerciale, ma che di rétro non ha, di fatto, assolutamente nulla.
Si seppe subito che il nuovo modello direttamente derivato dalla concept DS Inside sarebbe stato battezzato DS3, dove il numero 3 tradiva la parentela tecnica con la nuova C3 di seconda serie, con cui veniva condiviso il pianale.

### Presentazione ufficiale
La DS3 viene presentata nel mese di agosto del 2009 in occasione dei festeggiamenti per i 90 anni della Casa francese. Il debutto internazionale avvenne al Salone dell'automobile di Francoforte, un mese dopo, dove la vettura riscosse una buona impressione sul pubblico.

### Estetica e interni
Caratterizzata da forme compatte, tondeggianti, eppure non banali, né fumettistiche, la DS3 possiede un look aggressivo, specie nelle sue versioni più sportive. Il frontale tradisce la sua parentela con la C3, basta osservare i fari che si armonizzano con la "bocca" frontale ai lati della quale si aprono due lunghe feritoie verticali che ospitano altrettante caratteristiche file di luci a led. Accanto a queste vi sono anche gli alloggiamenti per i fendinebbia.

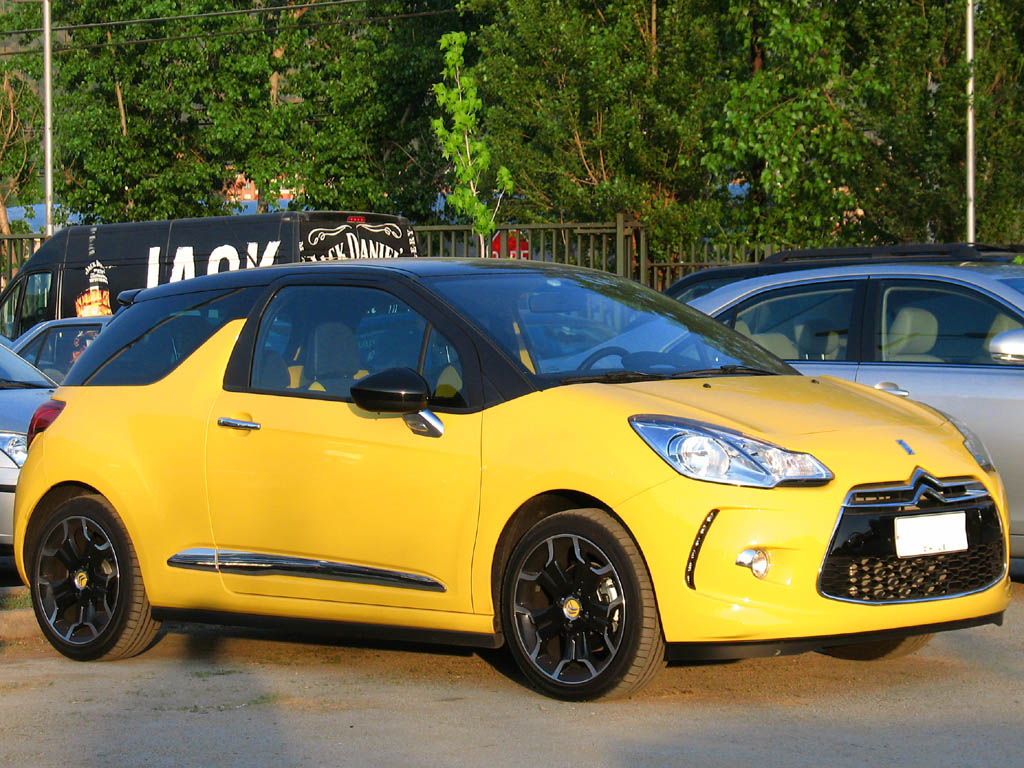
Vista di una DS3

Altrettanto particolare è anche la fiancata, caratterizzata dalla strana "pinna" che spunta in corrispondenza del montante centrale e dai cerchi in lega, nelle misure da 15 pollici per le versioni di base, da 16 pollici per le versioni di mezza gamma e da 17 pollici, di serie solo nelle versioni più ricche e sportive.
La coda fa sfoggio di fari dal design particolare, intonati con il resto delle caratteristiche della vettura, e, nelle versioni più spinte, anche di un terminale di scarico sdoppiato.
Lo sguardo cade anche sul tetto, verniciato in tinta differenziata (un altro guanto di sfida lanciato alla Mini), e comunque personalizzabile come quasi tutto il resto dell'auto. Infatti, la DS3 può contare anche su una lunga lista di particolari che il cliente può scegliere a suo piacimento in fase di acquisto. Oltre ai 38 colori disponibili, si può scegliere anche la tinta del tetto oppure i kit di disegni adesivi da applicare su di esso, il colore delle calotte degli specchietti, le chiavi di accensione, e così via.

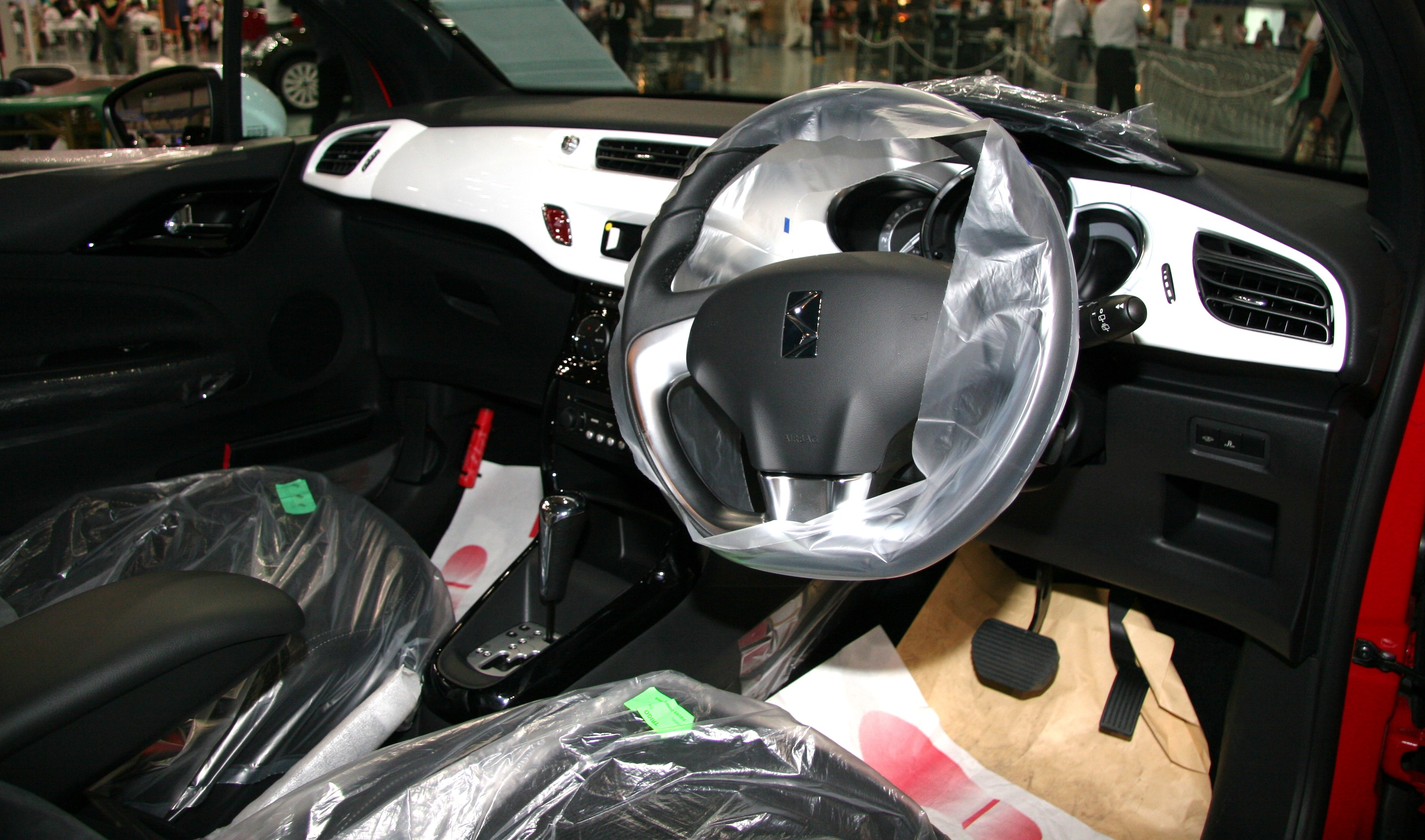
Interni di una DS3

Anche l'abitacolo evidenzia una grande cura e raffinatezza, ma anche alcune soluzioni particolari, come il cruscotto a tre strumenti circolari raggruppati tra loro. I sedili anteriori sono profilati come si conviene a una vettura di questo genere. Spicca inoltre lo schermo sulla consolle centrale, quest'ultima ricoperta da un pannello personalizzabile nella tinta. Anche gli interni quindi offrono la possibilità di crearsi un ambiente "su misura", grazie anche ad altri elementi come il pomello del cambio, le maniglie, i tappetini e le bocchette d'aerazione. Il bagagliaio è piuttosto capiente, specie per una vettura di tale segmento di mercato. La dotazione interna di sicurezza passiva prevede gli ormai immancabili airbag, che qui sono sei, le cinture di sicurezza a tre punti e gli attacchi Isofix sui sedili posteriori.

### Meccanica e motori
Come già detto, la DS3 nasce sullo stesso pianale della C3 seconda serie, che è quindi anche lo stesso della 207 e della C3 Picasso. L'avantreno è a schema pseudo-MacPherson e il retrotreno è a traverse deformabili, mentre l'impianto frenante prevede dischi all'avantreno. Il retrotreno, invece, può montare tamburi nelle versioni più economiche, mentre la maggior parte della gamma monterà comunque i dischi. Sempre per quanto riguarda le soluzioni telaistiche volte alla sicurezza e al mantenimento della stabilità su strada, la DS3 è provvista anche di ABS, ESP e ripartitore elettronico di frenata.
Il cambio può essere manuale a 5 marce nelle versioni di base e sempre manuale, ma a 6 marce nelle altre versioni. In opzione, però è possibile avere un cambio automatico a 4 rapporti.
La DS3 è disponibile con tre motorizzazioni a benzina e tre a gasolio. Le prime sono i tre classici motori Prince: 1.4 VTi da 95 CV, 1.6 VTi da 120 CV e 1.6 Turbo THP 155 CV: quanto alle motorizzazioni Diesel, queste sono gli altrettanto classici motori della serie DV condivisi anche da alcuni modelli del gruppo Ford e cioè: 1.4 HDi da 71 CV, 1.6 HDi da 92 CV e 1.6 HDi da 112 CV tutte con FAP.

#### Allestimenti
Gli allestimenti previsti per la DS3 sono quattro: quello di base prende il nome di Chic ed è abbinato ai due motori 1.4 a benzina e a gasolio. L'allestimento immediatamente superiore è il So Chic, ed è previsto per il 1.6 aspirato a benzina e il 1.6 HDi da 92 CV. Segue poi l'allestimento So Chic 99. previsto unicamente per il 1.6 HDi da 92 CV, mentre al top si trova l'allestimento Sport Chic, previsto per il 1.6 THP da 155 CV e per il 1.6 HDi da 112 CV.
L'equipaggiamento di serie prevede per tutta la gamma: doppio airbag per conducente e passeggero (con funzione di disattivazione dell'airbag passeggero in caso di sedile non occupato), airbag testa, controllo elettronico di stabilità e di trazione, computer di bordo, regolatore di velocità, fendinebbia, impianto Hi-Fi con comandi al volante, volante regolabile in altezza e profondità.

### Evoluzione della gamma

#### I primi anni di carriera

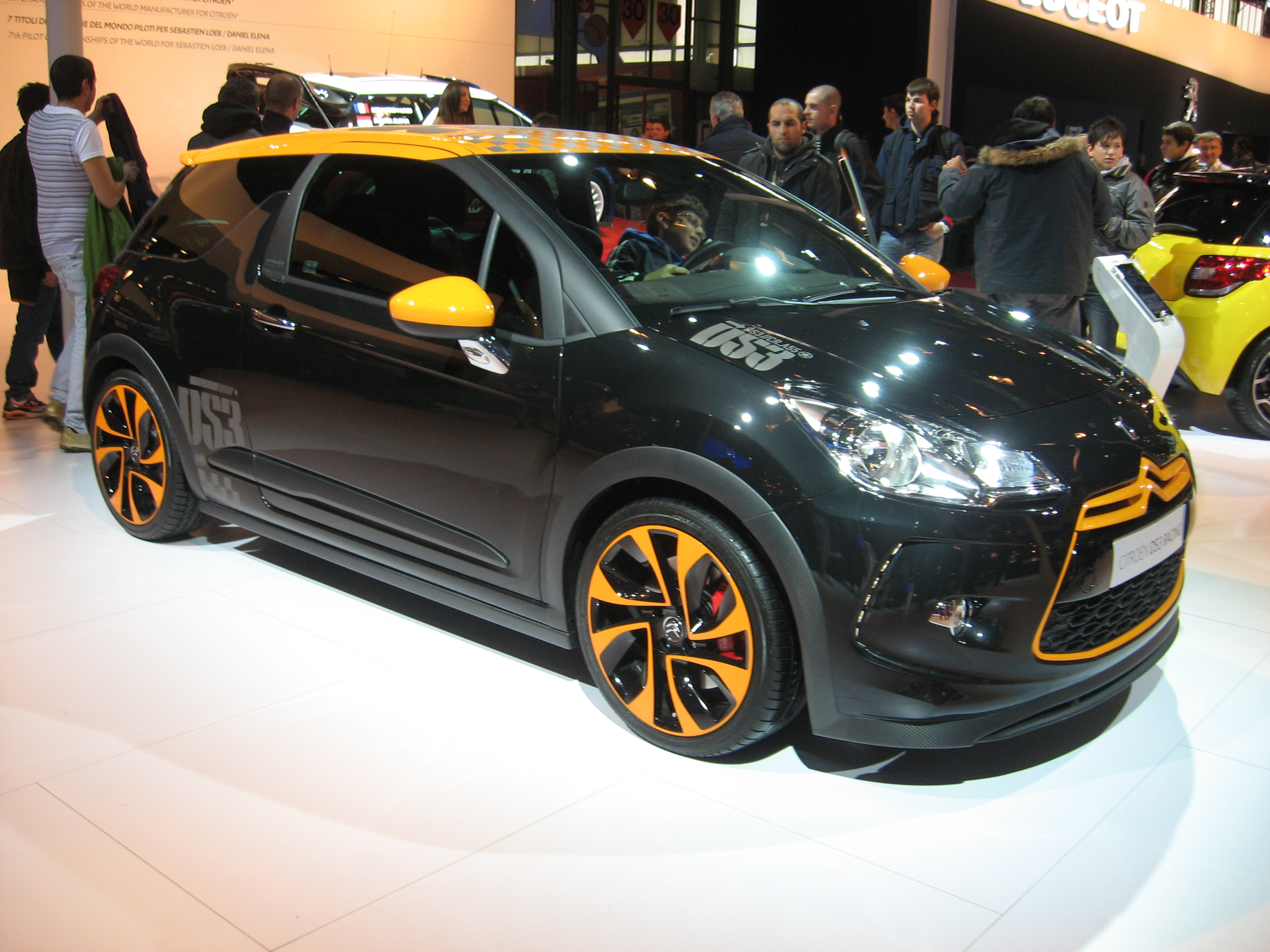
Una DS3 Racing

Poco tempo dopo la presentazione ufficiale della DS3, il cui lancio in Italia è avvenuto il 21 marzo 2010, è stata svelata quella che sarà, seppur per breve tempo, la versione di punta della gamma: la DS3 Racing. Questo modello monta il 1.6 THP turbo da 207 CV, quasi lo stesso che più avanti verrà utilizzato sulla Peugeot RCZ (ne differisce per le diverse caratteristiche nella distribuzione). Questa versione, riconoscibile dalla vistosa carrozzeria con cerchi in lega da 18 pollici verniciati e dal disegno più aggressivo, viene commercializzata a partire dal novembre dello stesso anno in tiratura limitata di soli 1000 esemplari. Oltre ai cerchi, questa vettura sfoggia anche particolari in carbonio e un estrattore posteriore. Anche l'assetto è stato rivisto, perché ribassato e irrigidito. In generale, l'intera messa a punto di questo modello è avvenuta con la collaborazione del team rallystico cinque volte campione del mondo costruttori World Rally Championship. E proprio questa vettura, dal 2011, è utilizzata dal double chevron in tale campionato, ma con il 1.6 potenziato a 300 cavalli.
 Nell'autunno del 2011 viene introdotta la DS3 1.4 GPL, prima DS3 con motore bi-fuel, in questo caso con alimentazione benzina/GPL. Più o meno nello stesso periodo, la 1.6 HDi da 92 CV viene sostituita dalla 1.6 e-HDi di pari potenza. Tale motorizzazione integra la tecnologia microibrida, cioè con sistema Start & Stop di nuova generazione. Analogamente si ha l'arrivo del 1.6 e-HDi da 112 CV che affianca (ma non sostituisce, almeno inizialmente) la 1.6 HDi di pari potenza.
Nel 2012 si ha anche l'introduzione del ricchissimo allestimento Ultra Prestige, già presentato a Francoforte e caratterizzato dalla presenza di sedili e plancia rivestiti in pelle bianca, strumentazione di color bianco, specchietti retrovisori esterni cromati e cerchi da 17 pollici dal disegno specifico. La dotazione di serie include il navigatore satellitare, il bracciolo centrale, i fari ad accensione automatica, il sensore pioggia, il sensore posteriore di parcheggio e i sedili riscaldabili. Tale allestimento è previsto in abbinamento ai due motori 1.6 e-HDi e al 1.6 THP da 156 CV. Un'altra novità del 2012 è l'arrivo della DS3 1.4 e-HDi, tecnologicamente analoga alle 1.6 e-HDi, ma basata sul motore 1.4 DV da 68 CV. 

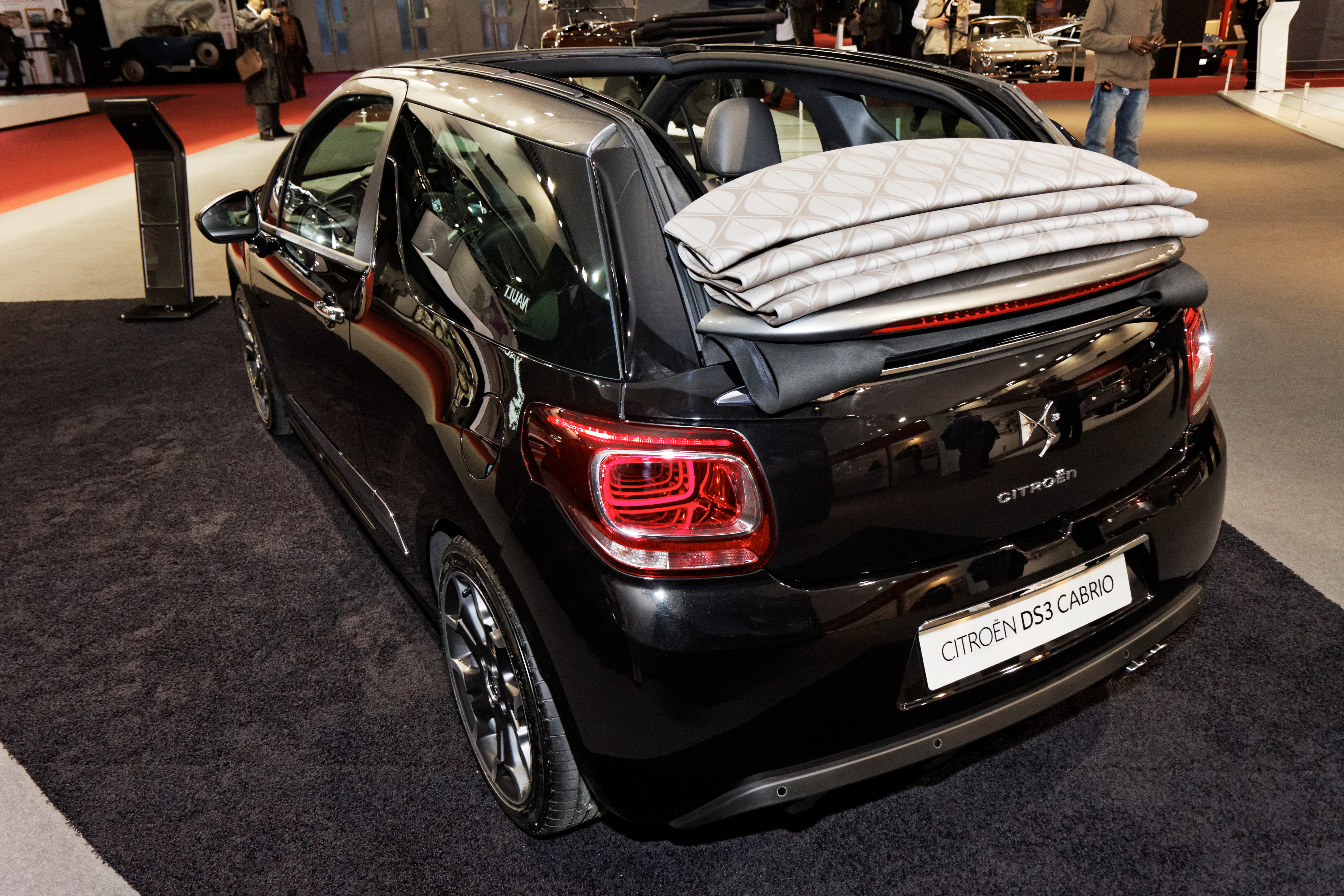
Una DS3 Cabrio con capote parzialmente aperta

Il 29 settembre dello stesso anno, al Salone di Parigi, fa il suo debutto la DS3 Cabrio, versione "scoperta" della piccola francese, che per la verità sarebbe più appropriato classificare come trasformabile, dal momento che in configurazione aperta vengono mantenuti intatti i montanti delle portiere e dei finestrini. Questo nuovo modello va a raccogliere il testimone della C3 Pluriel, oramai non più in listino da diverso tempo, e lo fa con una vettura caratterizzata da alcune soluzioni particolari, come la possibilità di aprire e chiudere la capote fino a una velocità di 120 km/h, oppure l'abitacolo, progettato per offrire in ogni caso spazio a 5 persone. Anche il bagagliaio è stato pensato per ottimizzare la capacità. Sotto questi tre aspetti, la DS3 Cabrio va a porsi come la migliore nella sua nicchia di mercato. Tornando alla capote in tela, essa può essere ordinata in tre colori differenti e può essere aperta in tre modalità a seconda dei gusti e delle esigenze del proprietario. L'apertura totale della capote richiede 16 secondi e l'azionamento è elettrico. Il passaggio da berlina 2 volumi a cabrio, che di solito richiede un irrigidimento notevole della scocca con conseguente aumento della massa, nel caso della DS3 Cabrio è stato ottenuto con solo 25 kg di peso in più. Le motorizzazioni previste per la cabrio sono più o meno le stesse della berlina, ma la commercializzazione effettiva del modello non è stata avviata in concomitanza con la presentazione, ma solo alla fine del 2012, quando ha cominciato ad apparire nei listini. I motori previsti sono il 1.6 e-HDi da 92 CV, il 1.6 a benzina da 120 CV, il 1.6 THP da 156 CV e, novità importante alla base della gamma, il nuovo tricilindrico EB2 da 1.2 litri con 82 CV di potenza massima. Tale nuova unità motrice, già montata sulla Peugeot 208, fa contemporaneamente il suo debutto anche sulla DS3 con carrozzeria chiusa e sulla C3.

#### Restyling del 2014

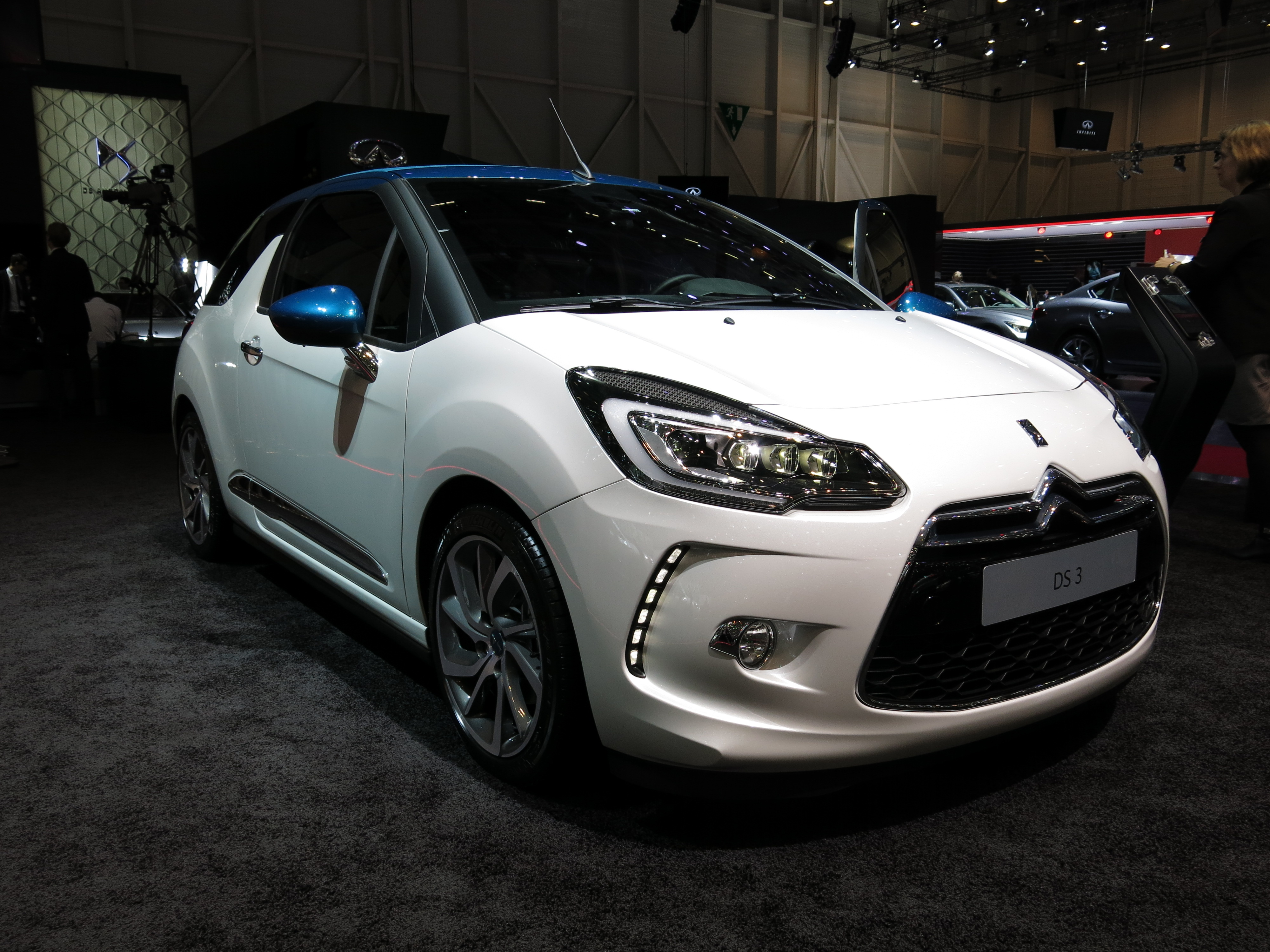
Citroen DS3 dopo il restyling del 2014

Durante l'inverno del 2014 la DS3 usufruisce di un primo restyling: esternamente l'aggiornamento interessa quasi esclusivamente il comparto luci, con i gruppi ottici anteriori che combinano la tecnologia a LED con quella dei fari allo xeno. Inoltre, gli indicatori di direzione sono di tipo sequenziale, cioè costituiti da LED che si accendono in successione uno dietro l'altro. 

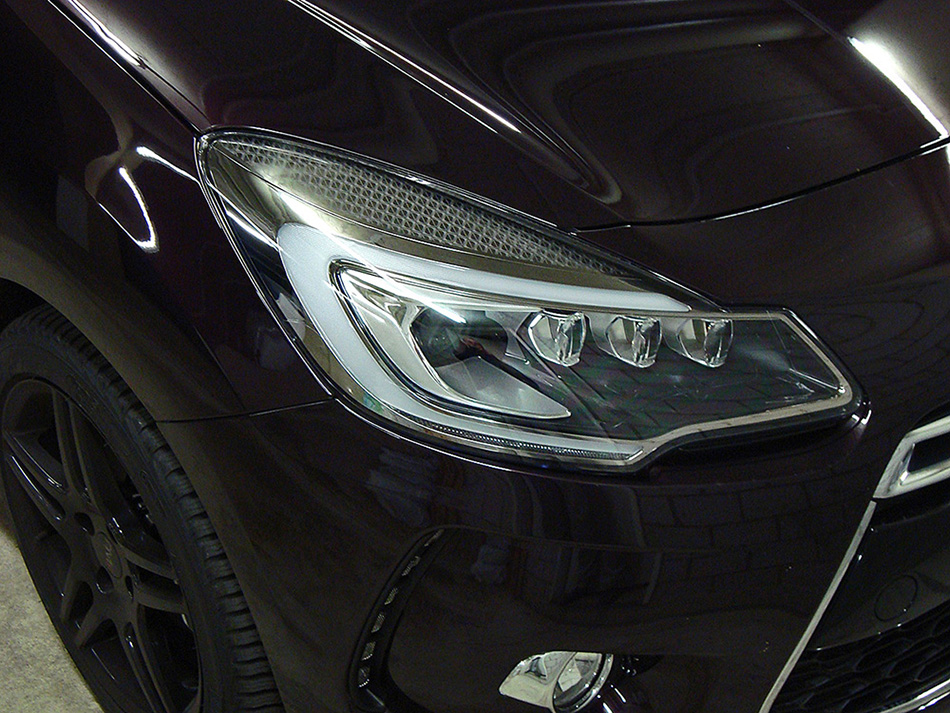
Dettaglio del nuovo faro anteriore a LED della DS3 restyling

Tale dotazione, pur non essendo una novità in senso assoluto (era già presente, anche se da non molto, su alcuni modelli dell'Audi), lo diventa relativamente alla fascia di mercato rappresentata dalla DS3. Per quanto riguarda i gruppi ottici posteriori, essi ricevono la finitura tridimensionale durante l'accensione. Dal punto di vista della gamma motori, essa viene interamente convertita alla normativa Euro 6, e vi sono inoltre alcune novità: per quanto riguarda i diesel, l'unità 1.6 HDi da 115 CV viene sostituita dal 1.6 BlueHDi da 120 CV, mentre l'altra unità 1.6 BlueHDi, stavolta da 99 CV, va semplicemente ad affiancare il 1.6 e-HDi da 92 CV. Sul fronte dei benzina, invece, le novità maggiori si hanno invece nella versione THP 156, che viene sostituita dalla versione THP 165, e nell'arrivo di una nuova versione con motore 1.2 turbo da 110 CV. Tutti questi aggiornamenti hanno coinvolto anche la versione cabriolet.

## Nasce la DS 3
All'inizio del 2015 debutta, tra i modelli a gasolio, la 1.6 BlueHDi con motore depotenziato a 75 CV. La novità più significativa, però, si ha poco tempo dopo, quando a marzo i listini evidenziano l'assenza della vettura dalla gamma Citroën e la sua inclusione nella neonata gamma DS. Cambia quindi la denominazione ufficiale del modello, da quel momento non più Citroën DS3 ma solo DS 3.
Per quanto riguarda la gamma motori non si hanno differenze e si ritrovano quindi le unità già previste da alcuni mesi in seguito al restyling del modello, ossia il 1.2 aspirato da 82 CV e turbo da 110 CV, nonché il 1.6 THP da 165 e 207 CV per quanto riguarda le unità a benzina. Sul fronte dei diesel sono presenti in gamma il 1.4 HDi da 68 CV, il 1.6 e-HDi da 92 CV e i 1.6 BlueHDi da 75, 99 e 120 CV. 

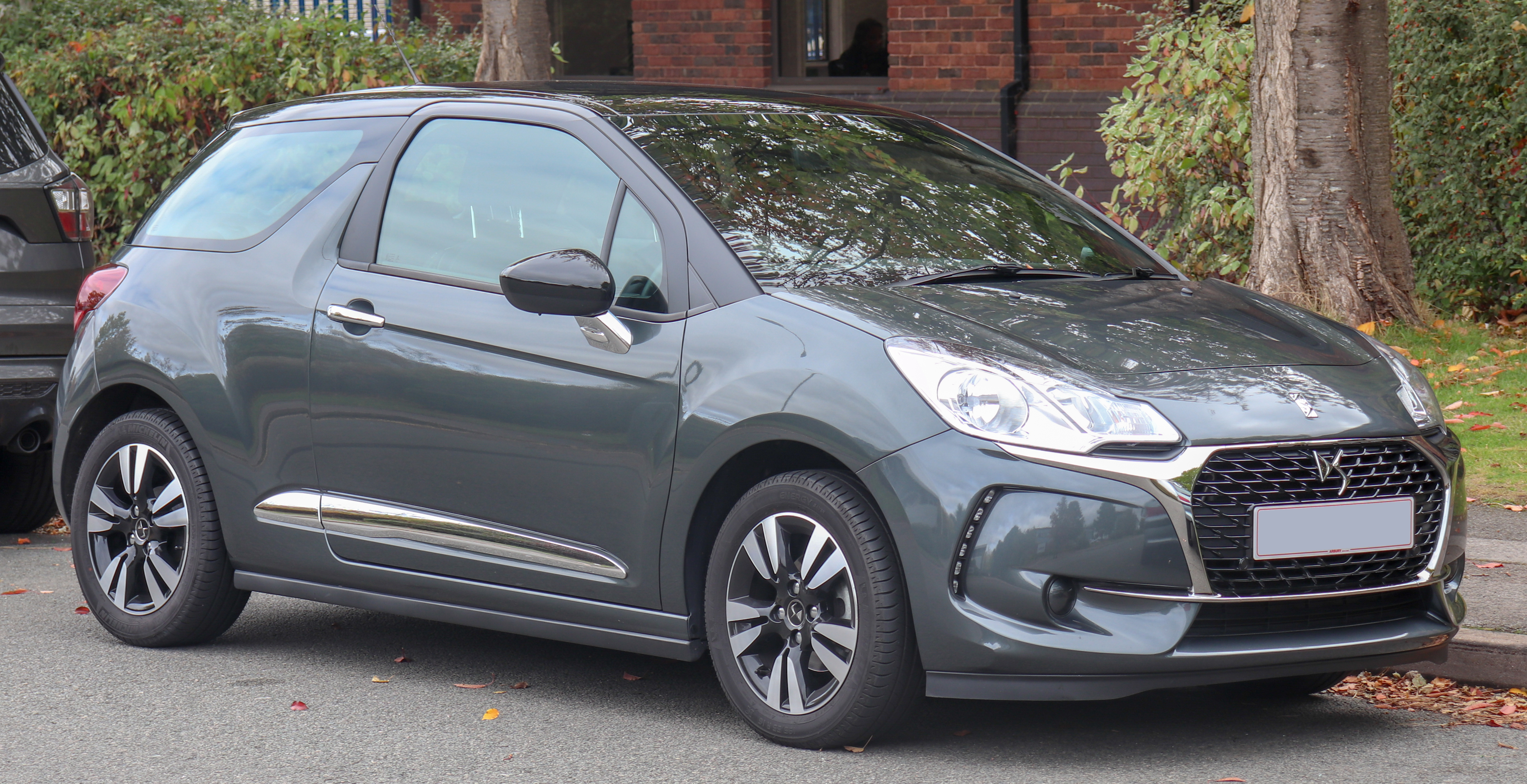
DS 3 del 2016

Nello stesso periodo, anche gli altri due modelli DS (la DS 4 e la DS 5) passano sotto il nuovo marchio perdendo qualsiasi riferimento al marchio Citroën. Tuttavia, la DS 3 conserva ancora la calandra del "double Chevron", così come pure la DS 4. L'unica a essere stata aggiornata anche da quel punto di vista è stata la più grande e lussuosa DS 5.

### Restyling 2016
Nella primavera del 2016, la DS 3 usufruisce del vero significativo restyling della sua carriera: la calandra assume una forma esagonale come negli altri due modelli della gamma DS e anche i gruppi ottici vengono ridisegnati. Il frontale ora riporta il logo DS, per la prima volta applicato anche su questa vettura. Per quanto riguarda l'equipaggiamento di bordo, si ha l'arrivo di un sistema di infotainment rinnovato e di un nuovo sistema di frenata d'emergenza. Per quanto riguarda la gamma motori, si ha l'arrivo del 1.2 THP da 131 CV, già utilizzato da altri modelli del gruppo PSA, mentre al vertice la precedente versione Racing cambia nome in Performance, ma le prestazioni e la meccanica rimangono invariate. Le vendite terminano nella primavera del 2019, senza lasciare eredi dirette, a parte la DS 3 Crossback che, pur mantenendo simile denominazione, è in realtà un crossover compatto e non una vera e propria vettura di segmento B.

### Riepilogo versioni e caratteristiche
| Versione | Carrozzeria | Anni di produzione | Motore      | Cilindrata cm³ | Potenza max CV/rpm | Coppia max Nm/rpm | Cambio              | Massa a vuoto (kg) | Velocità max | Accelerazione 0–100 km/h | Consumo medio (l/100 km) | Emissioni CO2 |
| Versioni a benzina |             |                    |             |                |                    |                   |                     |                    |              |                          |                          |               |
| 1.2 VTi | berlina     | 10/2012-04/20191   | EB2         | 1199           | 82/6000            | 118/2750          | Manuale 5 marce     | 975                | 174          | 12"3                     | 4,6                      | 109           |
| 1.2 VTi | Cabrio      | 02/2013-04/20191   | EB2         | 1199           | 82/6000            | 118/2750          | Manuale 5 marce     | 1.000              | 173          | 12"5                     | 4,9                      | 112           |
| 1.2 THP (110 CV) | berlina     | 07/2014-04/20191   | EB2DT       | 1199           | 110/5000           | 205/1500          | Manuale 5 marce     | 1.070              | 190          | 10"6                     | 4,7                      | 107           |
| 1.2 THP (110 CV) | cabriolet   | 07/2014-04/20191   | EB2DT       | 1199           | 110/5000           | 205/1500          | Manuale 5 marce     | 1.090              | 190          | 10"7                     | 4,7                      | 107           |
| 1.2 THP (130 CV) | berlina     | 03/2016-04/2019    | EB2DTS      | 1199           | 131/5000           | 230/1750          | Manuale 6 marce     | 1.090              | 204          | 8"9                      | 4,5                      | 105           |
| 1.2 THP (130 CV) | cabriolet   | 03/2016-04/2019    | EB2DTS      | 1199           | 131/5000           | 230/1750          | Manuale 6 marce     | 1.120              | 202          | 9"                       | 4,5                      | 105           |
| 1.4 16v VTi | berlina     | 03/2010-09/2012    | EP3         | 1397           | 95/6000            | 136/4000          | manuale 5 marce     | 1.075              | 184          | 10"6                     | 6,3                      | 134           |
| 1.6 16v VTi | berlina     | 03/2010-07/20142   | EP6C        | 1598           | 120/6000           | 160/4250          | manuale 5 marce     | 1.075              | 190          | 8"9                      | 6,4                      | 136           |
| 1.6 16v VTi | Cabrio      | 02/2013-07/2014    | EP6C        | 1598           | 120/6000           | 160/4250          | manuale 5 marce     | 1.100              | 190          | 8"9                      | 6                        | 138           |
| 1.6 THP 156 | berlina     | 03/2010-07/2014    | EP6DT       | 1598           | 156/6000           | 240/1400-4000     | Manuale 6 marce     | 1.165              | 214          | 7"3                      | 7,4                      | 155           |
| 1.6 THP 156 | Cabrio      | 02/2013-07/2014    | EP6DT       | 1598           | 156/6000           | 240/1400-4000     | Manuale 6 marce     | 1.190              | 210          | 7"4                      | 6                        | 139           |
| 1.6 THP 165 | berlina     | 07/2014-04/20191   | EP6FDT      | 1598           | 165/6000           | 240/1400          | Manuale 6 marce     | 1.140              | 218          | 7"5                      | 5,6                      | 129           |
| 1.6 THP 165 | cabriolet   | 07/2014-04/20191   | EP6FDT      | 1598           | 165/6000           | 240/1400          | Manuale 6 marce     | 1.165              | 217          | 7"5                      | 5,6                      | 129           |
| 1.6 THP Racing | berlina     | 2010-113           | EP6DTS      | 1598           | 202/60004          | 275/2000-4000     | Manuale 6 marce     | 1.180              | 235          | 6"5                      | 6,4                      | 149           |
| 1.6 THP Racing | berlina     | 2011-19            | EP6DTS      | 1598           | 207/6000           | 300/3000          | Manuale 6 marce     | 1.180              | 230          | 6"7                      | 5,4                      | 125           |
| Versioni a gasolio |             |                    |             |                |                    |                   |                     |                    |              |                          |                          |               |
| 1.4 HDi | berlina     | 03/2010-11/20141   | DV4TD       | 1398           | 68/4000            | 160/2000          | Robotizzato 5 marce | 1.080              | 163          | 13"5                     | 4                        | 104           |
| 1.4 e-HDi | berlina     | 01/2012-07/2014    | DV4TD e-HDi | 1398           | 68/4000            | 160/2000          | Robotizzato 5 marce | 1.155              | 163          | 13"5                     | 3,5                      | 87            |
| 1.6 BlueHDi (75 CV) | berlina     | 01/2015-04/20191   | DV6FE       | 1560           | 75/3750            | 230/1750          | Manuale 5 marce     | 1.080              | 171          | 14"1                     | 3,5                      | 90            |
| 1.6 HDi | berlina     | 2010-12            | DV6D        | 1560           | 92/4000            | 230/1750          | Manuale 5 marce     | 1.080              | 180          | 11"3                     | 4,4                      | 104           |
| 1.6 HDi "99"5 | berlina     | 2010-14            | DV6D        | 1560           | 92/4000            | 230/1750          | Manuale 5 marce     | 1.080              | 180          | 11"5                     | 4                        | 99            |
| 1.6 e-HDi (92 CV) | berlina     | 2011-151           | DV6D e-HDi  | 1560           | 92/4000            | 230/1750          | Manuale 5 marce     | 1.085              | 180          | 12"5                     | 3,7                      | 95            |
| 1.6 e-HDi (92 CV) | Cabrio      | 02/2013-06/2014    | DV6D e-HDi  | 1560           | 92/4000            | 230/1750          | Manuale 5 marce     | 1.115              | 180          | 11"8                     | 3,8                      | 99            |
| 1.6 BlueHDi (100 CV) | berlina     | 07/2014-04/20191   | DV6FD       | 1560           | 100/3500           | 254/1750          | Manuale 5 marce     | 1.085              | 190          | 11"8                     | 3,1                      | 81            |
| 1.6 BlueHDi (100 CV) | cabriolet   | 07/2014-04/20191   | DV6FD       | 1560           | 100/3500           | 254/1750          | Manuale 5 marce     | 1.148              | 190          | 11"8                     | 3,1                      | 81            |
| 1.6 HDi | berlina     | 03/2010-06/2014    | DV6C        | 1560           | 112/3600           | 270/1750          | Manuale 6 marce     | 1.090              | 189          | 9"8                      | 4,8                      | 118           |
| 1.6 e-HDi (114 CV) | berlina     | 01/2012-06/2014    | DV6C e-HDi  | 1560           | 114/3600           | 270/1750          | Manuale 6 marce     | 1.090              | 190          | 9"7                      | 3,8                      | 99            |
| 1.6 BlueHDi (120 CV) | berlina     | 07/2014-04/20191   | DV6FC       | 1560           | 120/3500           | 300/1750          | Manuale 6 marce     | 1.150              | 190          | 9"3                      | 3,6                      | 94            |
| 1.6 BlueHDi (120 CV) | cabriolet   | 07/2014-04/20191   | DV6FC       | 1560           | 120/3500           | 300/1750          | Manuale 6 marce     | 1.200              | 190          | 9"3                      | 3,6                      | 94            |
| Versioni bi-fuel |             |                    |             |                |                    |                   |                     |                    |              |                          |                          |               |
| 1.4 VTi GPL | berlina     | 11/2011-04/20191   | EP3         | 1397           | 91/6000            | 136/4000          | Manuale 5 marce     | 1.125              | 180          | 11"5                     | 8.2                      | 129           |
| Note: 1Dal 2015 commercializzata con il marchio DS 2Dal 2012 non più per il mercato italiano, dal 2015 commercializzata con il marchio DS 3Tra il 2012 e il 2014 non disponibile per il mercato italiano 4In alcuni mercati, come quello tedesco, la potenza sale a 207 CV. In Italia è di 202 CV fino al 2012, dopo il restyling il modello ricompare in listino con potenza di 207 CV, inoltre dal 2016 il modello viene riproposto con la denominazione di Performance anziché Racing e le emissioni di CO2 scendono a 125 g/km 5Dal 2012 commercializzata semplicemente come 1.6 HDi e non più disponibile per il mercato italiano |             |                    |             |                |                    |                   |                     |                    |              |                          |                          |               |

## Versioni da rally
- Citroën DS3 WRC
- Citroën DS3 RRC
- Citroën DS3 R5
- Citroën DS3 R3
- Citroën DS3 R1